# Джебели
Джебели (дословно — «латники») — категория конного войска в Османской империи, воины, выставляемые держателем лена — тимариотом, заимом или бейем. Каждый джебели полностью обеспечивался своим хозяином, будучи по сути его рабом.